# Leandro Lessa Azevedo
Leandro Lessa Azevedo (Ribeirão Preto, 13 augustus 1980) is een voormalig Braziliaans voetballer, die vooral bekend is onder zijn 'voetbalnaam' Leandro.

## Biografie
Met Corinthians won hij de Copa do Brasil en het Torneio Rio-São Paulo in 2002. Na een Europees avontuur bij Lokomotiv Moskou keerde hij terug naar Brazilië en speelde kort voor Goiás en daarna voor Fluminense, waarmee hij het Campeonato Carioca won. Van 2006 tot 2007 speelde hij voor São Paulo en haalde beide keren de landstitel binnen. Na nog een seizoen bij het Japanse Tokyo Verdy speelde hij voor Grêmio waarmee hij in 2010 het Campeonato Gaúcho won. Hierna ging hij voor kleinere clubs uit lagere reeksen spelen. 